# San Giovanni Bosco (Acireale)
San Giovanni Bosco (Acchianata o Sorbu in siciliano) è una frazione del comune di Acireale, nella Città metropolitana di Catania. Si tratta di una frazione residenziale con architetture tipicamente moderne, eccettuato qualche palazzetto del XX secolo.

## Storia
La denominazione della contrada su cui sorge San Giovanni Bosco era un tempo "Salita Sorbo".
Sviluppatasi nei primi decenni del XX secolo, si trova sulla Strada statale 114 Orientale Sicula a nord di Acireale, tra Santa Maria degli Ammalati e Guardia. La borgata fu eretta parrocchia negli anni quaranta, quando fu scelto San Giovanni Bosco come protettore.

## Monumenti e luoghi d'interesse
- Chiesa di San Giovanni Bosco

## Geografia antropica
Appena ad est della via principale si trova una contrada detta a scura ("la buia") per via della fitta trama di alberi di un lembo di quello che era il Bosco d'Aci che un tempo insisteva su questo territorio.